# Émile Masson (ciclista)
Émile Masson (Hollogne-aux-Pierres, Lieja, Bélgica, 1 de septiembre de 1915 – París,  2 de enero de 2011) fue un ciclista belga, que fue profesional entre 1935 y 1952. Era hijo del también ciclista Émile Masson.
Durante su carrera consiguió 13 victorias, destacando una Flecha Valona, una París-Roubaix, una Burdeos-París y una etapa en el Tour de Francia de 1938.
Al retirarse del ciclismo pasó a hacer periodismo para los diarios Les Sports y La Vallonie. También presidió la organización de la Lieja-Bastoña-Lieja.

## Palmarés
| 1935 - 1 etapa del Tour de Luxemburgo 1937 - 1 etapa de la Vuelta a Bélgica 1938 - Flecha Valona - 1 etapa en el Tour de Francia | 1939 - París-Roubaix - 1 etapa de la París-Niza 1946 - Campeonato de Bélgica de Ciclismo en Ruta - Burdeos-París 1947 - Campeonato de Bélgica de Ciclismo en Ruta |

## Resultados en las Grandes Vueltas y Campeonatos del Mundo
| Carrera         | 1935 | 1936 | 1937 | 1938 | 1939 | 1940 | 1941 | 1942 | 1943 | 1944 | 1945 | 1946 | 1947 | 1948 | 1949 | 1950 | 1951 |
| --------------- | ---- | ---- | ---- | ---- | ---- | ---- | ---- | ---- | ---- | ---- | ---- | ---- | ---- | ---- | ---- | ---- | ---- |
| Giro de Italia  | -    | -    | -    | -    | -    | -    | -    | -    | -    | -    | -    | -    | -    | -    | -    | -    | -    |
| Tour de Francia | -    | -    | -    | 34º  | -    | -    | -    | -    | -    | -    | -    | -    | -    | -    | -    | -    | -    |
| Vuelta a España | -    | -    | -    | -    | -    | -    | -    | -    | -    | -    | -    | -    | -    | -    | -    | -    | -    |
| Mundial en Ruta | -    | -    | -    | -    | -    | -    | -    | -    | -    | -    | -    | 13º  | Ab.  | -    | -    | -    | -    |

-: no participa 

Ab.: abandono 